# Сістерс (Орегон)
Сістерс (англ. Sisters) — місто (англ. city) в США, в окрузі Дешутс штату Орегон. Населення — 3064 особи (2020).

## Географія
Сістерс розташований за координатами 44°17′31″ пн. ш. 121°33′12″ зх. д. / 44.29194° пн. ш. 121.55333° зх. д. (44.292082, -121.553384).  За даними Бюро перепису населення США в 2010 році місто мало площу 4,85 км², уся площа — суходіл.

### Клімат
| Клімат : Сістерс        | Клімат : Сістерс | Клімат : Сістерс | Клімат : Сістерс | Клімат : Сістерс | Клімат : Сістерс | Клімат : Сістерс | Клімат : Сістерс | Клімат : Сістерс | Клімат : Сістерс | Клімат : Сістерс | Клімат : Сістерс | Клімат : Сістерс | Клімат : Сістерс |
| Показник                | Січ.             | Лют.             | Бер.             | Квіт.            | Трав.            | Черв.            | Лип.             | Серп.            | Вер.             | Жовт.            | Лист.            | Груд.            | Рік              |
| Абсолютний максимум, °C | 18,3             | 22,2             | 25,6             | 30,6             | 36,7             | 39,4             | 42,8             | 41,1             | 39,4             | 33,3             | 22,8             | 17,8             | 42,8             |
| Середній максимум, °C   | 5,1              | 7,3              | 10,6             | 13,9             | 18,6             | 23,6             | 29,1             | 28,6             | 24,1             | 17,2             | 8,6              | 4,7              | 15,9             |
| Середній мінімум, °C    | −5,9             | −4,8             | −3,4             | −2               | 1,0              | 3,9              | 5,8              | 5,4              | 1,9              | −1,5             | −3,4             | −6,2             | −0,8             |
| Абсолютний мінімум, °C  | −33,3            | −30              | −18,3            | −12,8            | −11,7            | −7,2             | −4,4             | −3,9             | −9,4             | −20              | −26,7            | −33,3            | −33,3            |
| Норма опадів, мм        | 57               | 37               | 28               | 20               | 20               | 15               | 10               | 10               | 10               | 24               | 53               | 58               | 343              |
| Днів з опадами          | 9                | 7                | 8                | 6                | 6                | 4                | 2                | 3                | 3                | 5                | 10               | 9                | 72,0             |
| ----------------------- | ---------------- | ---------------- | ---------------- | ---------------- | ---------------- | ---------------- | ---------------- | ---------------- | ---------------- | ---------------- | ---------------- | ---------------- | ---------------- |
| Джерело:                |                  |                  |                  |                  |                  |                  |                  |                  |                  |                  |                  |                  |                  |

## Демографія
Згідно з переписом 2010 року, у місті мешкало 2038 осіб у 847 домогосподарствах у складі 557 родин. Густота населення становила 420 осіб/км².  Було 1109 помешкань (229/км²).
Расовий склад населення:
| - 93,9 % — білих - 1,1 % — корінних американців - 0,7 % — азіатів - 2,3 % — осіб інших рас |

До двох чи більше рас належало 2,1 %. Частка іспаномовних становила 7,1 % від усіх жителів.
За віковим діапазоном населення розподілялося таким чином: 26,3 % — особи молодші 18 років, 58,8 % — особи у віці 18—64 років, 14,9 % — особи у віці 65 років та старші. Медіана віку мешканця становила 41,4 року. На 100 осіб жіночої статі у місті припадало 92,6 чоловіків;  на 100 жінок у віці від 18 років та старших — 86,8 чоловіків також старших 18 років.
Середній дохід на одне домашнє господарство  становив 59 846 доларів США (медіана — 50 324), а середній дохід на одну сім'ю — 68 130 доларів (медіана — 56 932). Медіана доходів становила 44 688 доларів для чоловіків та 32 984 долари для жінок. За межею бідності перебувало 15,4 % осіб, у тому числі 23,9 % дітей у віці до 18 років та 4,9 % осіб у віці 65 років та старших.
Цивільне працевлаштоване населення становило 1162 особи. Основні галузі зайнятості: мистецтво, розваги та відпочинок — 20,6 %, роздрібна торгівля — 17,3 %, науковці, спеціалісти, менеджери — 16,2 %.